# Frío
«Frío» (рус. Холодно) — это третий официальный сингл с альбома Рики Мартина Música + Alma + Sexo. Он был выпущен цифровой дистрибуцией 11 июля 2011.

## Предпосылка
В интервью Billboard Мартин описал трек так: "Я влюбился в мелодию этой песни, которую мне принесли Wisin & Yandel. Мы сели — Wisin & Yandel, Дезмонд Чайлд и я — и мы начали работать над словами, чтобы они мне подходили. В итоге у нас получилось несколько версий и начали работать над ремиксом. В песне есть такие слова: «Ты красива, как волны моря», на что многие люди сказали: «Но, Рики, ты же признался, что ты гей». А я ответил: «Ну я же не стал от этого слепым. Я раньше влюблялся и в женщин тоже».

## Оценка критиков
«Frío» получил позитивные отзывы от критиков. Los Angeles Times сказал: "погружение в грандиозную атмосферу реггетона, но отраженное через призму мягкого попа, зажигательный «Frío» — написан известным борикуанским дуэтом Wisin & Yandel, — возможно, самая сильная запись на этом альбоме. New York Post назвал его красивой выдающейся мелодией. Latina написал, что «реггетоновая „Frío“ все приостанавливает словами о красивой женщине, придуманной Мартином и соавторами Wisin & Yandel. Ремикс песни подходит для сексуально танцевального номера на полу».

## Клип
Рики Мартин снял клип с Wisin & Yandel в Буэнос-Айресе 6 июня 2011 г. В клипе снялась аргентинская топ-модель Паула Чавес. Клип, снятый Калосом Пересом, вышел в свет 21 июля 2011 г. Перес работал прежде с Мартином в нескольких видео, включая: «Tal Vez», «Jaleo» и «The Best Thing About Me Is You».

## Ремиксы и другие версии
В Música + Alma + Sexo вошла оригинальная версия песни и ремикс при участии Wisin & Yandel. 11 июля 2011 «Frío» (Wally López Remix) был выпущен цифровой дистрибуцией. Радио Ремикс песни был цифровой дистрибуцией 18 июля 2011 г.

## Продвижение
Рики Мартин исполнил «Frío» во время его турне Música + Alma + Sexo World Tour. Он также исполнил попурри «Frío/Más» во время Premios Juventud 21 июля 2011 г.

## Форматы и трек-листы
- US, Europe, UK and Brazil Digital single[6][7][8][9][10][11]

1. «Frío» (DJ Wally Remix) — 3:15

- US, Europe, UK and Brazil Digital single[12][13][14][15][16][17]

1. «Frío» (Remix Radio Edit) — 3:36

## Чарты и сертификации
| Чарт (2011)                  | Наивысшая позиция |
| ---------------------------- | ----------------- |
| US Billboard Hot Latin Songs | 6                 |
| US Billboard Latin Pop Songs | 7                 |
| US Billboard Tropical Songs  | 5                 |

| Чарт (2011)                  | Позиция |
| ---------------------------- | ------- |
| US Billboard Latin Pop Songs | 45      |